# Blues Company
A Blues Company 1994-ben alakult magyar bluesegyüttes. Jellegzetességeik a blues alapú zenéjük és humoros, gyakran obszcén hangvételű szövegeik.

## Tagok
2004-es felállás
- Szabó „Blöró” István: ének, vokál, dob, billentyűsök
- Szabó Edit: ének, vokál
- Mészáros Gergely: szólógitár
- Szilágyi Dénes: basszusgitár
- Odor Gábor: szájharmonika

2009-es felállás
- Szabó „Blöró” István: ének, vokál, dob, billentyűsök
- Szabó Edit: ének, vokál
- Mészáros Gergely: szólógitár
- Halász Tibor: basszusgitár
- Odor Gábor: szájharmonika

2013-as felállás
- Szabó „Blöró” István: ének, vokál, dob, billentyűsök
- Szabó Edit: ének, vokál
- Mészáros Gergely: szólógitár
- Halász Tibor: basszusgitár[1]

2015-ös felállás
- Szabó „Blöró” István: ének, vokál, dob, billentyűsök
- Szabó Edit: ének, vokál
- Bauer Ferenc: szólógitár
- Halász Tibor: basszusgitár[1]

2019-es felállás
- Szabó Blöró István: ének, vokál, dob, billentyűsök, zeneszerzés, szövegírás
- Szabó Editke: ének, vokál
- Bauer Feri: szólógitár
- Ughy Laci: basszus

## Albumok
- Kispirics (2001)
- Magyarország-Motorország (2002)
- 2003 (2003)
- Barmok bolygója (2005)
- Hajrá magyarok (2007)
- Melegfront (2009)
- Terápia (2012)
- 20 év az úton (2014)
- Valóságshow (2019)
- Kár a gőzért (2022)